# 월곡천
월곡천(月谷川)은 서울특별시 강북구 미아동 북한산 동쪽 기슭에서 발원하여 정릉천 화랑교 인근에서 정릉천으로 합류하는 지방하천이다. 상류의 계곡부를 제외하고 3.38km 구간에서 복개되어 도로로 쓰이고 있다.